# Förintelsen i Litauen

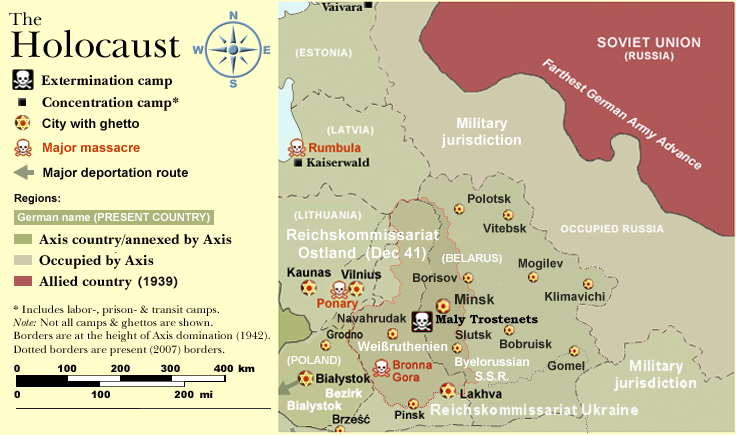
Karta över Reichskommissariat Ostland, till vilket Litauen hörde. Gettona i Kaunas och Vilnius samt Paneriai, en plats för omfattande massakrer, är utmärkta på kartan.

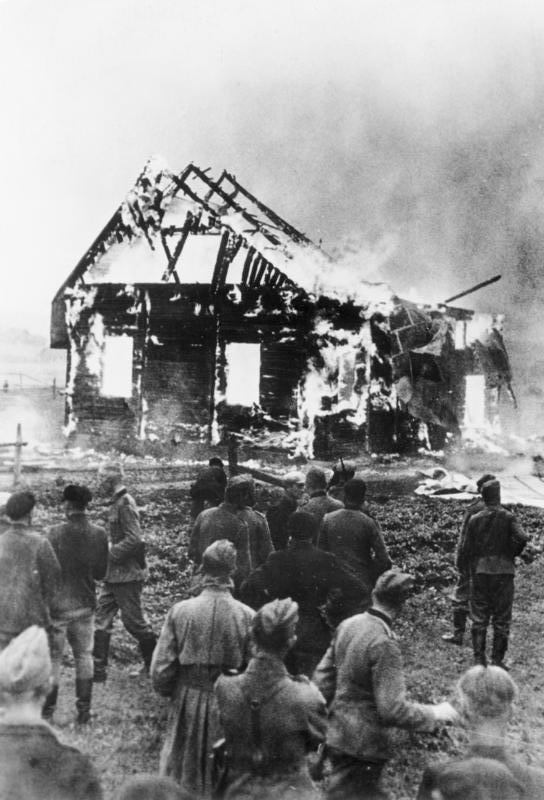
En litauisk synagoga brinner, juni 1941.

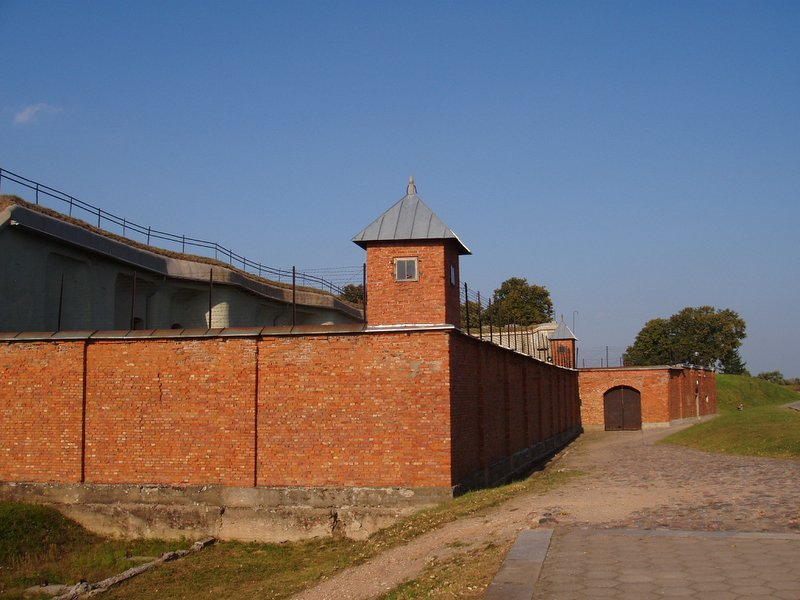
Devintas Fortas i Kaunas, dödens väg i Fort IX.

Förintelsen i Litauen syftar på den fysiska utrotningen av den judiska befolkningen i Litauen, förövad av den nazistiska ockupationsmakten från 1941 till 1945. De mest omfattande pogromerna och massmorden begicks mellan juni och december 1941. I Litauen fanns det före Nazitysklands ockupation i slutet av juni 1941 omkring 210 000 judar; vid andra världskrigets slut hade omkring 195 000–196 000 judar förintats, det vill säga drygt 90 procent. Einsatzkommando 3 under Karl Jägers befäl mördade 133 346 judar mellan slutet av juni och slutet av november 1941.
Förintelsen i Baltikum förövades av Einsatzgruppe A, som bestod av medlemmar ur SD, Sipo och Orpo. Den litauiska förintelsens intensitet och omfattning betingades av två faktorer. Den nazityska propagandan underblåste antisemitism genom att beskylla judarna för den sovjetiska ockupationen av Lettland 1940–1941. Därtill fanns det bland den litauiska icke-judiska befolkningen en ivrig beredvillighet att fördriva och förinta den inhemska judiska befolkningen.

## Bakgrund
Litauen invaderades den 15 juni 1940 av sovjetiska trupper; detta skedde som en konsekvens av Molotov-Ribbentroppakten, som hade ingåtts mellan Sovjetunionen och Nazityskland den 23 augusti 1939. Den 22 juni 1941 inledde Nazityskland Operation Barbarossa, anfallet på den tidigare bundsförvanten Sovjetunionen, och ockuperade Litauen. De sovjetiska ockupationsmyndigheterna hade förföljt och massdeporterat litauer, och till en början hälsades de tyska trupperna som befriare. I de tyska arméernas kölvatten följde särskilda insatsstyrkor, Einsatzgruppen, vilka hade till uppgift att mörda judar, romer, partisaner och politruker, det vill säga personer som ansågs utgöra ett hot mot Tredje Riket. Einsatzgruppen var indelade i fyra enheter, A–D, och det var Einsatzgruppe A, under befäl av Walter Stahlecker, som opererade i Baltikum. Den 25 juni 1941 uppmanade Stahlecker ortsbefolkningen i Kaunas till mord på judar. Detta ledde bland annat till Lietukis-massakern.

## Förintelsen av Litauens judar
Innan Nazityskland ockuperade Litauen i juni 1941, uppskattades dess judiska befolkning till omkring 210 000 personer. Det är inte möjligt att exakt beräkna antalet judiska offer, men de flesta historiker har angivit att det rör sig om omkring 195 000–196 000. Den litauiske historikern Arūnas Bubnys delar in förintelsen i Litauen i tre faser: 1) juni–november 1941, 2) december 1941–mars 1943, 3) april 1943–juli 1944. Den första fasen präglades av omfattande massavrättningar, i huvudsak förövade av Einsatzgruppe A. Massmorden begicks vid Devintas Fortas i Kaunas och i Paneriai i Vilnius. På den litauiska landsbygden opererade Rollkommando Hamann, som bestod av män tillhöriga Einsatzkommando 3, samt litauisk hjälppolis. Den andra fasen innebar att den judiska befolkningen samlades ihop i getton, bland annat i Vilnius och Kaunas. Under den tredje fasen evakuerades gettoinvånarna och de som var oförmögna att arbeta arkebuserades. Den 21 juni 1943 utfärdade Reichsführer-SS, Heinrich Himmler, en order om att samtliga getton inom Reichskommissariat Ostland skulle stängas. De judar, som ansågs vara arbetsdugliga fördes till koncentrationsläger för arbete inom den tyska rustningsindustrin. Gettona i Kaunas och Šiauliai omvandlades till koncentrationsläger, medan Vilnius getto förstördes. Några tusen judiska kvinnor och barn deporterades till Stutthof och Auschwitz.
Förintelsen i Litauen innebar att drygt 90 procent av den judiska befolkningen förintades. Detta möjliggjordes av nazisternas antisemitiska hetspropaganda och det stöd nazisterna åtnjöt bland lokalbefolkningen. Judarna hölls ansvariga för att stött den sovjetiska ockupationen av Litauen 1940–1941 och paralleller drogs mellan judendom och bolsjevism.